# Eiðisvík (vik i Island, Höfuðborgarsvæði)
Eiðisvík är en vik i republiken Island.   Den ligger i regionen Höfuðborgarsvæði, i den sydvästra delen av landet, 5 km nordost om huvudstaden Reykjavík.
Inlandsklimat råder i trakten. Årsmedeltemperaturen i trakten är 1 °C. Den varmaste månaden är juli, då medeltemperaturen är 11 °C, och den kallaste är januari, med −6 °C.